# Бабаата (городище)
Бабаата, Баба-ата — средневековое городище. Расположено на окраине села Бабаата Созакского района Туркестанской области, на левом берегу реки Бабаата.

## Архитектура
Городище Баба-ата представляет собой к т. н. «Караултобе» — крепость на искусственно возведённой насыпи.
Городище состоит из цитадели, шахристана и рабада. Цитадель расположена в юго-восточной части и примыкает к шахристану. В плане цитадель — бугор полуовальной формы высотой около 10 м. Размеры основания — 42×60 м, верхней площадки — 12×17 м. В нижнем этаже цитадели обнаружена комната восьмигранной формы с колодцем диаметром 5,8 м², высота — 5,38 м. Сооружение изначально служило ритуальным зданием для поклонения огню, затем стало основной частью крепости. Верхнее здание цитадели сложено из кирпича-сырца и состоит из 8 отдельных комнат. Центральный зал имеет купол и ниши в стенах. К нему примыкают помещения площадью от 10 до 16 м². Цитадель относится к XIII—XIV векам. Шахристан имеет в плане прямоугольную форму с ориентацией по сторонам света. Средняя его высота — 7—8 м, протяжённость с севера на юг — 182 м, с запада на восток — 145 м. С трёх сторон шахристан окружён валом высотой до 1,5 м с остатками строений 15 башен. На территории шахристана существовал водосток из каменных плит, к которому примыкал водопровод длиной до 30 м, сложенный из обожжённых керамических труб. Рабады примыкают к цитадели и шахристану со всех сторон.

## История
В жизни города выделяются четыре хронологических периода:
- VI—VII вв. — сооружение укреплений усадьбы.
- VIII—X вв. — строительство города с системой городских укреплений (стены, башни, ров, вал).
- X—XII вв. — строительство оборонительных сооружений, развитие различных видов ремёсел.
- XIII—XIV вв. — постепенный упадок жизни города.

Баба-ата считался одним из религиозных и культурных центров региона. В городе жил суфий и богослов Искак-баб, он же Искак-ата.
До Октябрьской революции 1917 года в окрестностях Баба-ата действовало медресе Баба-ата. Здесь же находится мавзолей Баба-аты.

## Исследования
Впервые Баба-ата упоминается российским ученым Г. И. Спасским. Обследовано в 1946 году Туркестанской экспедицией (руководитель А. Х. Маргулан), в 1948 году — экспедицией А. Н. Бернштама. Раскопки осуществлялись в 1953—1954 и в 1957—1958 годах.